# Músculo flexor radial del carpo
El músculo flexor radial del carpo o palmar mayor es un músculo del antebrazo situado por dentro del pronador redondo y que junto a él y al palmar menor y el cubital anterior forman el primer plano o plano superficial del grupo de músculos anteriores del antebrazo. Por su origen común, estos cuatro músculos también reciben el nombre de epitrocleares. 
Se origina en la epitróclea. Desde ahí se dirige hacia abajo y hacia afuera para continuarse con un tendón en el  tercio inferior del antebrazo hasta insertarse en la cara anterior del extremo superior (proximal) del segundo y tercer metacarpiano.
Su acción es de flexor principal de la muñeca, con tendencia a su abducción y pronación. También es flexor del codo.
Inervado por el nervio mediano. Vascularizado por ramas de las arterias cubital y radial.
- Datos: Q914475
- Multimedia: Flexor carpi radialis muscles / Q914475

En las radiculopatías cervicales cuando hacemos estudio neurofisiológico en la exploración EMG suele objetivarse denervación del Tríceps braquial y sobre todo del Flexor Radial del Carpo.